# Willi Hutter
Willi Hutter (Mannheim, 3 de novembro de 1896 - 27 de junho de 1936) foi um futebolista alemão.

## Carreira
Entre 1913 e 1936 (com uma interrupção entre 1916 e 1917 em decorrência da Primeira Guerra Mundial), Hutter jogou por Hertha Mannheim, Waldhof Mannheim, Saar 05 e Bonner SC, este último já no período nazista.
Pelo Waldhof, foi bicampeão da Kreisliga Odenwald em 1920 e 1921.

## Seleção nacional
Pela Seleção Alemã de Futebol, disputou apenas 2 partidas, entre 1921 e 1922.

## Morte
Hutter morreu em 27 de junho de 1936, aos 39 anos, depois de ter sofrido um acidente motociclístico.